# رایلین بویل
رایلین بویل (انگلیسی: Raelene Boyle؛ زادهٔ ۲۴ ژوئن ۱۹۵۱) ورزشکار دو و میدانی اهل استرالیا است.
وی در مسابقات کشوری و بین‌المللی در مجموع برندهٔ ۷ مدال طلا، ۵ مدال نقره شده‌است.